# Dierama pulcherrimum
Dierama pulcherrimum es una especie de planta fanerógama perteneciente a la familia Iridaceae.

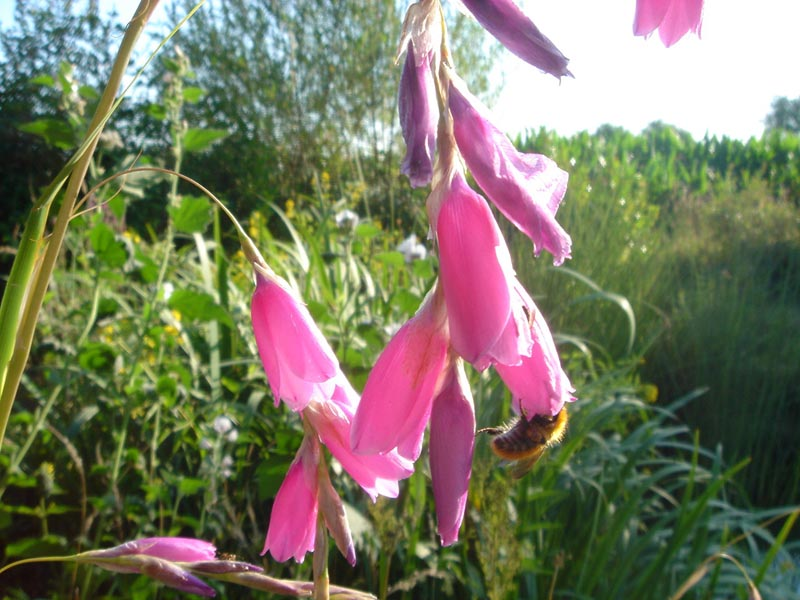
Flores

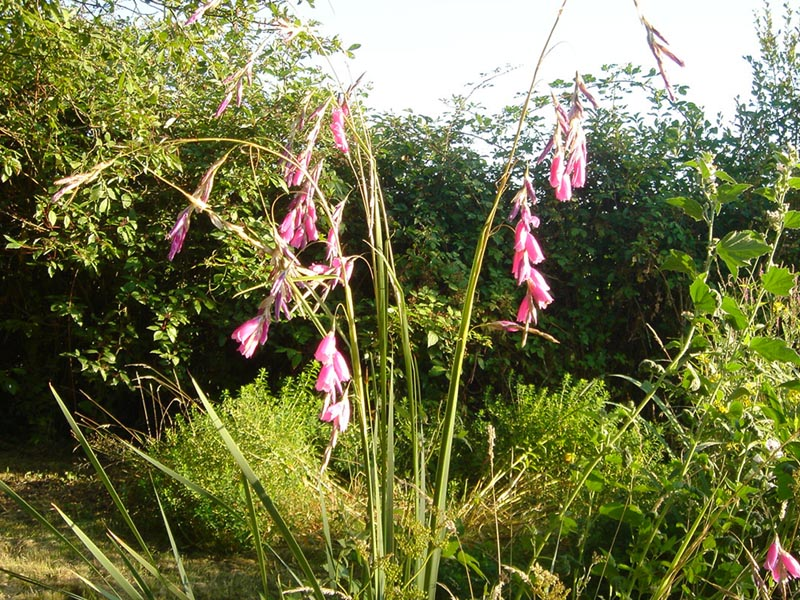
Vista de la planta

## Descripción
Se caracteriza por sus flores laxas de color gris plateado rosa, se introdujo a los jardines británicos en 1866 por el célebre botánico James Backhouse; siendo hoy la especie de Dierama más vista comúnmente en los jardines fríos-templados. 
Las plantas forman una gran mata de hojas verdes estrechas como hierbas, con tallos altos arqueados con flores en forma de campana de color rosa colgando. Florece a mediados de verano. 

## Taxonomía
Dierama pulcherrimum fue descrita por (Hook.f.) Baker y publicado en J. Linn. Soc., Bot. 16: 99. 1877.
Etimología
Dierama nombre genérico que deriva del griego: dierama, que significa "embudo", y alude a la forma de la flor.
pulcherrimum: epíteto latíno que significa "la más bonita".
Sinonimia
- Dierama longiflorum G.J.Lewis
- Sparaxis pulcherrima Hook.f.[4][5]